# Albert Dubly
Albert Dubly (Roubaix, 2 settembre 1881 – Lilla, 23 dicembre 1949) è stato un calciatore francese, di ruolo difensore.

## Carriera

### Club
Nel 1908 giocava nel RC Roubaix.

### Nazionale
Fece parte della rosa che partecipò ai giochi olimpici del 1908, ma a causa della sconfitta per 17 a 1 la sua nazionale si ritirò dalla competizione senza disputare la finale per il terzo posto non permettendogli di avere la possibilità di scendere in campo.

## Palmarès
- Campione di Francia USFSA 1:

RC Roubaix: 1908